# Ya Ding
Ya Ding (en chinois, 亚丁), né en 1957, est un traducteur et écrivain francophone chinois.
Originaire d'une petite ville au nord de la Chine, il suit à dix ans ses parents envoyés à la campagne. Après des études secondaires, il est lui-même envoyé travailler aux champs dans le cadre du Mouvement d'envoi des zhiqing à la campagne. Après la fin de la révolution culturelle, il crée la première revue des étudiants à l'université de Pékin. Devenu traducteur d'auteurs français, il est lauréat du concours international de traducteurs.
En octobre 1985, Ya Ding fut récompensé pour son travail de traducteur par le prix de jeune traducteur français du ministère français de la Culture et de la Communication, et c'est en arrivant en France la même année qu'il s'est mis à écrire. Ses œuvres ont été écrites directement en français, puis traduites et publiées en anglais, allemand, espagnol, japonais, italien, portugais, danois[réf. nécessaire].
Ya Ding est auteur de plusieurs romans d'inspiration autobiographique. Il est un des rares auteurs chinois à écrire en français. Ses romans ont obtenu plusieurs prix : prix Cazes  et prix de l'Asie en 1988 pour Le Sorgho rouge, prix de la Découverte du PEN club français en 1988 et Prix de l'Été en 1989 pour Les Héritiers des sept royaumes et prix Contrepoint en 1991 pour Le Jeu de l'eau et du feu.
Fondateur et Président de l’Association pour le Développement des Échanges France-Chine (ADEFC) depuis 1993, il s’est consacré depuis plus de trente ans au développement des échanges franco-chinois dans divers domaines tels que l’agriculture écologique, la culture, l’art, l’éducation, la politique et le commerce ce qui lui a valu le titre de chevalier de la Légion d’honneur[réf. nécessaire].Française nommé par le président de la République en 2009.
Publications
- 1987 :  Le Sorgho rouge, roman[réf. nécessaire]
- 1988 :  Les Héritiers des sept royaumes, roman[réf. nécessaire]
- 1990 :  Le Jeu de l'eau et du feu, roman
- 1994 :  La Jeune fille Tong, roman

Parallèlement à ses activités littéraires, Ya Ding s'est consacré aux documentaires et à l'audiovisuel, et à la communication entre les deux mondes : Chine et Occident. C’est avec l'un des maîtres français du documentaire ; François Reichenbach, qu’il a fait ses premiers pas cinématographiques en participant à la réalisation du film La Chine L'Année du Tigre, qui a obtenu le prix du meilleur documentaire des Etats-Unis en 1986. 
Depuis la création de la société Y.D.Communication productions, en 1990, Ya Ding a produit et dirigé plusieurs séries d'émissions pour la télévision chinoise telles que :
- « La France, Ouvrons les Guillemets » série de 45 épisodes, pour CCTV en Chine.
- « Paris Sensation » série de 185 épisodes, pour Beijing Télévision.
- « Voyage Vert en France » série de 14 épisodes, pour Beijing Télévision.
- « France Rendez-Vous » série de 225 épisodes, pour la télévision chinoise de Voyage.

Fondateur et Président de l’Association Pour le Développement des Échanges France-Chine et de la société Y.D.Communication, il a aidé à plusieurs grands groupes français et européens à ouvrir le marché chinois, notamment : L’Oréal, Danone, Nestlé, Carrefour, EDF, Véolia, Framatome... Il a aussi fondé une structure éducative « Académie Internationale des Arts de France », afin de faire bénéficier de l’éducation artistique de la France aux étudiants chinois. Coopérant avec Le Cours Florent, le Conservatoire Libre du Cinéma Français, l’École de Condé, MJM, ESRA ... il fait venir chaque année plusieurs dizaines d’étudiants chinois pour apprendre l’Art français.
Observateur privilégié de l'évolution actuelle de la société chinoise, Ya Ding se distingue par sa connaissance profonde des deux cultures et par sa double sensibilité, chinoise et française. Il poursuit inlassablement ses efforts pour faire connaître la culture française en Chine et aider les entreprises et les institutions françaises à réussir sur le marché chinois.
De 2016 à 2017, Ya Ding organise une série d'activités d'échanges internationaux sino-français pour 45 artistes peintres français à Long Zhou et Tucheng, celui-ci construit spécialement pour l'exposition de leurs œuvres.
En 2016, Ya Ding achète le château de la Sinetterie à Illiers-Combray près de Chartres, qui, après rénovation ouvre au public en 2021. Ya Ding propose au public une découverte immersive du premier tome de A La Recherche du Temps Perdu. En parallèle, il offre aux artistes une résidence créative en hommage à l'écrivain libre et sans compromis que fut Marcel Proust.
Depuis 2019, Ya Ding a également introduit en Chine « Normandy 1905 Seaside Ranch Milk ». C’est une marque laitière française centenaire, apportant aux consommateurs chinois des produits laitiers naturels purs provenant de sources de lait mondialement réputées.

En 2021, Ya Ding lance en Chine son projet « la co-création internationale ». Ce projet est destiné aux enfants et sollicite leur créativité. Cinq artistes reconnus dans leur domaine sont venus au château de Swann pour y réaliser une œuvre propre à chacun. Ces œuvres ont pour particularité d’être inachevées (volontairement) pour que les enfants du monde entier puisse achever l’œuvre avec leur propre imagination, créativité et génie artistique. Les conditions de sélection ne sont pas compliquées, les œuvres doivent être sincères et authentiques. Ya Ding a souligné : « Qu'il s'agisse de création artistique ou d'échanges culturels, voire d'échanges économiques et commerciaux, seules la véracité et la sincérité peuvent impressionner les autres ».
Le projet est d’abord lancé en Chine et connaît un franc succès. Les enfants y participent avec joie et des créations artistiques formidables en ressortent.
Le projet est lancé en France depuis décembre 2021 sous le nom des « Jeux Artistiques ».
Ce projet de co-création entre les artistes et les enfants prône les écoles échanges culturels et éveille les enfants à la sensibilité artistique. Grâce à l'observation de l’environnement, les enfants peuvent exprimer librement ce qu'ils voient, entendent et associent avec une humeur agréable et s'expriment avec audace, de sorte que la créativité, l'imagination et l'observation puissent se refléter concrètement dans l'image. C’est aussi l’intention initiale du projet : permettre aux enfants en Chine et dans d'autres pays d'utiliser leur imagination innocente et sans contrainte pour créer avec des artistes internationaux afin d'entamer une collision spirituelle inter-temps, inter-régionale, inter-culturelle et inter-ethnique.